# Plectromerus exis
Plectromerus exis là một loài bọ cánh cứng trong họ Cerambycidae.